# Američki muflon
Američki muflon (lat. Ovis canadensis) je tipični sisavac Stjenjaka u zapadnim dijelovima SADa, na jugozapadu Kanade i sjeverozapadu Meksika. Dio su roda ovaca, a neki zoolozi smatraju ih, zajedno s Dallijevim i sibirskim sniježnim ovcama podvrstama divljih ovaca. Nacionalna je životinja države Alberta (Kanada).

## Obilježja
Oba spola imaju rogove. Mužjakovi su zakrenuti (110cm ), a ženkini ravni (30cm). Muflon je ugrožen zbog njihovih rogova koji se koriste kao ukras, a teže oko 14 kg. Mužjaci se jakim udaranjem rogova o rogove bore za prevlast. Bore se oko ženki ili oko teritorija. Ti udarci su jako glasni. Muflon ima izvrstan vid koji mu omogućuje vidjeti najmanje pokrete u okolini. Zato ga je teško uloviti. Prije dolaska Europljana kanadska je ovca (muflon) brojila nekoliko milijuna jedinki. Masovni lov doveo je do toga da im prijeti izumiranje. I infekcije koje su stigle do njih kontaktom s domaćim ovcama uzrokovale su smanjenje populacija. Oko 1900-te bilo ih je oko 60.000 jedinki. Iako je lov danas najstrože zabranjen, broj se još uvijek nije bitno povećao.

### Opći podaci
Veličina:      
- dužina: 140-160cm
- rep: 15cm
- visina hrpta: 95-100cm
- težina: 70-120kg

Životni vijek: 
- 10-20 godina

Razmnožavanje: 
- parenje: u jesen
- nošenje mladunaca: 6 mjeseci
- broj mladih: 1-2 janjeta

To su veće i teže životinje od domaće ovce, ali i od europskih divljih ovaca. Krzno sjevernih populacija koje je ljeti tamno smeđe, zimi izblijedi i postaje sivosmeđe. Kod južnih populacija, ovisno o području, krzno je cijelu godinu smeđe ili svijetlo, vrlo svijetlo smeđe. 

## Ponašanje
Muflon je brdska životinja. Po uzvisinama se kreće neobično spretno, u skokovima, a živi na planinskim livadama, iznad granice drveća. Na tim visokim područjima godovo da mu ne prijeti opasnost od prirodnih neprijatelja kao što su kojoti i pume. Hrane se travom i drugim biljem.
Ženke s mladuncima formiraju mala krda od osam do deset jedinki, a u rijetkim slučajevima u ta krda mogže se okupiti i do sto životinja. Mladi ovnovi žive u mladenačkim skupinama, a s poodmaklom dobi, postaju samotnjaci. Radi razmnožavanja pridružuju se krdu i u borbama s drugim ovnovima pokušavaju preuzeti vodstvo krda, a uz to i pravo na parenje. Masivni rogovi preuzimaju i amortiziraju silinu udaraca u sudaru rogovlja suparnika, tako da su ozljede u tim borbama vrlo rijetke. Mužjak s najvećim rogovima na kraju prevlađuje.
I u zajednicama mladih mužjaka neprekidno dolazi do međusobnih borbi. Tu vlada stalno natjecanje za vladajući položaj u skupini. U ovim skupinama vrlo često dolazi do homoseksualnog ponašanja. Dominantni mužjak preuzima ulogu vodećeg ovna, a podređeni mužjak ulogu ženke raspoložene za parenje.
Parenje se odvija u jesen. Nakon trudnoće od pet do šest mjeseci na svijet dolazi jedno janje. Za razliku od europskih ovaca, dvojke su vrlo rijetka iznimka. Janje siše oko pola godine, a spolnu zrelost dosiže u dobi od godinu dana. No, ženke se u pravilu ne pare prije treće godine, a mužjaci su tek u dobi od oko sedam godina dovoljno snažni da se izbore za pravo na parenje. Životni vijek im može biti i duži od 20 godina, no ovnovi u pravilu ugibaju puno prije ženki, jer ih borbe za parenje snažno iscrpljuju.

## Mufloni i ljudi
Indijanci Rocky Mountainsa cijenili su kako meso, tako i rogove muflona, od kojeg su izrađivali brojne alate i kultne predmete.
Prije dolaska Europljana kanadska je ovca (muflon) brojila oko dva milijuna jedinki. Masovni lov doveo je do toga da im prijeti izumiranje. I infekcije koje su stigle do njih kontaktom s domaćim ovcama uzrokovale su smanjenje populacija. Oko 1900-te bilo ih je oko 60.000 jedinki. Iako je lov danas najstrože zabranjen, broj se još uvijek nije bitno povećao.

## Podvrste
Oko 1940-te američki muflon dijeljen je na sedam podvrsta, temeljem zemljopisnih odrednica staništa. Ta podjela je bila važeća dok tim istraživača nije 1993. proveo istraživanje DNK muflona. Utvrdili su, da takva podjela nije točna. Prema rezultatima tih istraživanja, američki muflon ima samo tri podvrste:
- Ovis canadensis canadensis iz Rocky Mountainsa sjeverozapadnih dijelova SAD i Kanade
- Ovis canadensis nelsoni koji nastanjuju jugozapadna pustinjska područja SADa i Meksika i
- Ovis canadensis sierrae koji živi samo na području Sierra Nevade.

## Vanjske poveznice
- Mufloni u Macionalnom parku Yellowstone (engl.)
- Animal Diversity Web: Muflon (engl.)
- Digital Desert: Pustinjski muflon (engl.)
- Bighorn-Institute: Divlje ovce Sjeverne Amerike (engl.)
- Entwurf des U.S. Fish and Wildlife Service o zaštiti muflona Sierra Nevade (pdf - engl.)

### Ostali projekti
|  | Zajednički poslužitelj ima stranicu o temi Američki muflon |
|  | Wikivrste imaju podatke o taksonu Ovis canadensis          |